# 阎秀峰
阎秀峰（1914年—1983年11月28日），原名阎伟，山西省天镇县袁家梁村人。中华人民共和国政治人物。

## 生平

### 民国时期
1933年，阎秀峰在太原成成中学读书时，加入共产党外围组织社联，秘密从事革命活动。次年被捕入狱，在狱中他积极参加中共地下党组织的反叛徒斗争和反对当局虐待政治犯的绝食斗争。因为斗争坚决，他在狱中先后加入中国共产主义青年团（1934年10月）和中国共产党（1936年5月）。1936年9月，被中共地下党组织营救出狱。阎秀峰出狱后，返老家休息了几天，随后抵达太原，参加山西牺牲救国同盟会。训练班结业后，到岢岚县任村政协助员，后调回太原在牺盟总会办的特派员训练班学习。1937年，牺盟会派其到大同，成立中共雁北工作委员会，他出任中共雁北工委书记兼中共大同县工委书记；之后担任雁北牺盟会主任特派员。1938年5月，成立河东工委，他出任晋南洪赵河东工委书记、洪赵牺盟会中心区河东办事处主任等职。抗战胜利后，他调任晋绥五专署专员，又任绥蒙区政府副主席及中共绥蒙区党委委员，并兼任晋绥支前后勤部政委，为恢复生产、供应韶物资做了大量工作。

### 共和国时期
1949年12月，第二野战军攻占成都，并在12月31日，成立中国人民解放军成都军事管制委员会，李井泉担任主任，周士第、王新亭、阎秀峰担任副主任。1950年1月，阎秀峰任中共川西区委常委、成都军管会副主任、川西行署副主任和党组书记。1950年冬，为支援解放军进军西藏，保证援藏物质供应，阎秀峰组织川西行署支援委员会，组织民工与解放军一道修建了通向藏区的公路。1951年，他领导土改工作团，发动广大农民胜利完成以大邑安仁镇为中心，包括崇庆、名山等五县的土地改革任务。接着他领导行署机关和川西地区开展三反五反运动。1952年，川西、川北、川东、川南四个行政区合并为四川省，阎秀峰先后任中共四川省委委员、省政府秘书长。1953年1月，出任省委常委兼省委秘书长。1955年10月，任中共四川省委副书记。1956年，四川省第一届党代表大会后，当选为省委书记处书记，仍兼秘书长。1958年大跃进期间，他接受农业专家的意见，不准宣传郫县犀浦浮夸卫星高产田，对不听招呼的报纸进行了严肃批评。1960年冬，调任中共西南局书记处书记，分管计划和经济工作。1964年下半年，成立西南三线建设委员会，任第二副主任。
文化大革命开始后，他长期遭受迫害。1967年夏天，他被林彪、江青等人关押在北京军事监狱，受尽折磨，病情加重为肺心病，两脚浮肿，行走艰难。1973年4月，周恩来总理知道后，指示解除监禁，返回成都养病。文化大革命结束后，1978年5月，出任中共四川省委顾问。同年12月，当选为中共中央纪律检查委员会常委。1979年，因为病情恶化，被送到北京治疗。1983年11月28日，病逝世于北京医院，享年69岁。